# ジーン・ハリス (教育者)
ジーン・ストルーベン・ハリス（英: Jean Struven Harris、1923年4月27日 - 2012年12月23日）は、アメリカ合衆国の教育者。ワシントンD.C.郊外の女子校であるマデイラ・スクールの元校長。同国の心臓専門医でありベストセラー著者でもあるハーマン・ターノワーを殺害したとして有罪判決を受け、世間に大きな反響を呼んだ。服役先のベッドフォードヒルズ刑務所での刑務所改革運動に尽力したことでも知られる。

## 経歴
シカゴのプロテスタントの中流家庭で誕生後、1923年にオハイオ州クリーブランドに転居した。1945年にスミス大学を優秀な成績で卒業した。翌1946年に幼馴染みと結婚し、ミシガン州デトロイト郊外のグロス・ポイントに新居を構え、2児をもうけた。中学校、高等学校、幼稚園などで教員として勤めつつ、2児を育てた。1965年に離婚、親権はジーンが獲得し、2児と共にフィラデルフィアに移住した。
1966年に友人に誘われたディナーパーティーで、当時56歳のハーマン・ターノワーと出逢い、次第に親密な仲となった。ターノワーは未婚ながら医師として成功を収めており、独身貴族といえる男性であった。ジーンは週末のたびにニューヨーク州ウェストチェスター郡スカースデイルのターノワー家へ通い、時には2人で世界各地を旅行するといった日々が10年以上も続いた。
1977年に、上流階級向けの名門女子校であるマデイラ・スクールの校長に栄転した。教員と異なる学校運営者としての職務によって、ジーンの心は次第に疲弊した。そんな彼女にとってターノワーとの交際は、穏やかな時間を過ごすことのできる大切なものなっていた。ターノワーには他にも愛人がいたが、ジーンはそれを承知の上で、自分が一番の恋人だと信じていて交際していた。
しかしターノワーは1970年代半ばより、若い未亡人であるリン・トライフォロスと交際していた。リンはジーンより20歳以上若い上、ターノワーの医院で看護師兼受付係として勤務しており、仕事上でもターノワーと接する機会が多かった。彼の心は次第にジーンから離れて、リンに移り始めていた。
1978年、ターノワーがダイエットについて著した書籍『Scarsdale diet』が刊行された。この書籍はベストセラーとなり、印税は1100万ドルにも昇り、ターノワーの名声が高まった。ジーンも原稿の編集に協力したが、ジーンへの謝礼はわずか4千ドルであった。一方でリン・トライフォロスは『Scarsdale diet』の口絵写真にターノワーと共に掲載されており、ターノワーがテレビやラジオのトーク番組に出演するようになると、彼はしばしばリンを同行させた。有名人として多忙になることで、ターノワーはさらにジーンと接する機会が激減した。
1980年にはウエストチェスター心臓病協会により、ターノワーのために格式の高い記念晩餐会が開催されることになった。ここでもターノワーはジーンを招待せずに、リンを同伴することを予定していた。

### 事件
1980年3月10日夜、ジーンは15時過ぎにマデイラ・スクールから帰った。折しも学校では優秀な生徒たちが麻薬使用の疑いで退学を強いられ、さらに職員の自動車が荒らされる悪戯により、ジーンは精神的に疲弊しきっていた。そのときのジーンの様子は、後に彼女の秘書により「片足を墓穴に入れ、もう片方の足でバナナを踏んでいるようだった」と証言されている。
同3月10日、ターノワーは自宅でパーティーを開催した。リン・トライフォロスは客としてターノワーに招かれていたが、ジーンは招かれていなかった。21時過ぎ、ジーンは以前から護身用に所持していた回転式拳銃を手にし、ターノワーの家を訪ねた。玄関の扉は閉まっていたが、車庫の奥の扉がいつも開いており、そこからターノワーの寝室へ通じていることをジーンは知っていた。リンを含むパーティー客たちはすでに帰宅しており、早くに就寝する習慣のあるターノワーは、寝室で1人で眠りについていた。やがて銃声と悲鳴が響き、それを聞きつけた使用人がターノワーの部屋へ駆け込むと、そこではターノワーが銃弾を受けて瀕死の状態で倒れていた。
警察が駆けつける中、すでに車で駆け去っていたジーンは、ターノワー家へ引き返すと、警官に対して自分が撃ったと告白した。同日深夜にターノワーは死亡し、ジーンは殺人容疑で逮捕された。

### 公判
同1980年11月21日、ニューヨークでジーンの公判が開始された。検察側は、もう若くないジーンが、若い愛人であるリン・トライフォロスへにターノワーを奪われた嫉妬心から、ターノワーを殺害したと指摘した。これに対してジーン自身はターノワーへの殺意やリンへの嫉妬を否定し、彼の目の前で拳銃自殺するつもりであったが、ターノワーが銃を奪おうとし、奪い合いの内に銃が暴発し、ターノワーが死に至ったと説明し、事故死と自分の無罪を主張した。弁護側は、ジーンが先述のような仕事での行き詰まりから心を病んでいたことを示唆し、自殺説を裏付けた。
しかし検察側から、ターノワーが撃たれた後も銃に弾が残っていたにもかかわらず、なぜジーンは自殺しなかったかと問われ、ジーンの弁明は説得力を失った。ターノワーが暴発で撃たれたにしては、銃弾を4発も受けていること、背に銃弾を受けていることも疑問視された。またジーンが一旦ターノワー家を去ってから、警察が到着してからターノワー家へ引き返したことを、「人に見られずに逃走しようとした後、自分がターノワー家にいたことが警察に暴かれると考え、身の潔白を証明するために引き返した」と解釈する意見もあった。逮捕時に警察に対し、ターノワーが手当たり次第に女性と関係を持つと言って、「もう、うんざり」と叫んでいたとの証言もあった。
そして、ジーンがターノワーに宛てた手紙が決定打となった。この手紙の中では、ジーンは恋敵であるリンのことを「邪な売女」と呼び、不平や不満、リンへの屈辱と嫉妬、ターノワーへの激しい怒りが書かれており、その長さは便箋12枚におよんでいた。この内容について「リン・トライフォロスに対する侮辱の言葉、財政的な細部に関するパラノイア的な偏執、おぞましいほど哀れな卑下の言葉で満ちている」とする書籍もある。この手紙はジーンを、復讐心からターノワーを殺害する目的であったと見なす重要な証拠品となった。淑女として振る舞うジーンは多くの陪審員から、ターノワーに裏切られた女性として同情を寄せられていたが、この手紙によりジーンを疑い、ジーンの殺意を信じる陪審員も現れていた。
1981年3月20日の判決により、ジーンは第2級謀殺罪で有罪を宣告され、15年以上の不定期刑を言い渡された。それでもなお、ジーンは無罪を主張し続けていた。公判の日数は14週間におよび、ニューヨーク州の裁判史上でも有数の長い裁判となった。

### 服役 - 晩年

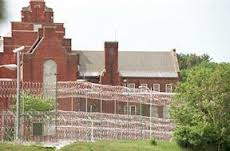
ベッドフォードヒルズ刑務所

有罪判決を受けたジーンはただちに、ニューヨーク州のベッドフォードヒルズ刑務所に収監された。裁判所での判決時に判事は、「ジーンが有能な女性として受刑者の力になると信じている」との旨を述べた。その言葉通り、服役中のジーンは刑務所改革運動に尽力し、刑務所での時間の大部分をボランティア、執筆、読書に費やした。
ジーンは教員としての経験により、受刑者が釈放後に職に就けるよう、教育が不十分な者、虐待を受けている者に対し、高卒相当の資格を得させるために個人的に教育を施した。子供のいる受刑者のための配慮として、育児センターの手伝い、子供たちの奨学金のための資金を調達。受刑者の子供が面会に来たときに母子が共に遊ぶことのできる施設「チルドレンセンター」の開設にも尽力した。
また文学的才能もいかし、受刑者が子供から送られた手紙をまとめたものや、受刑者たちの過酷な状況、服役中の体験を綴った自伝などを執筆し、『They Always Call Us Ladies』（1988年）、『STRANGER IN TWO WORLDS』（1986年）など計3冊の書籍を刊行した。これの内『They Always Call Us Ladies』では、鋭い観察眼と熱い語り口により、刑務所の歴史と犯罪の社会的かつ経済的原因について詳しく論じ、刑務所内の生活を鮮やかに浮き彫りにした。1988年にはABCテレビの番組に出演し、受刑者たちの悲惨な扱いを訴えた。
一方でジーンは、刑務所の受刑者にとっては異色の存在といえた。最重警備刑務所であるベッドフォードヒルズ刑務所では、面会室でもアクセサリー着用を禁じられていたが、ジーンは雑誌社の面会では「写真を撮るならネックレスをつける」と言って真珠のネックレスを着用した。懲戒処分を受けた数は誰よりも多かった。またターノワー殺害の疑惑については「悪いことをした」と認めながらも、「計画的殺人ではない」と主張し続けた。前述の著書『STRANGER IN TWO WORLDS』でも、公判で認められることのなかった無罪の主張を改めて繰り広げた。1982年のABCテレビの獄中インタビューに対しては、ターノワーへの愛を涙ながらに訴えていた。
1992年、心臓バイパス手術を受けることになったため、当時のニューヨーク州知事であるマリオ・クオモから恩赦を受け、翌1993年に釈放された。2012年12月23日、コネチカット州ニューヘイブンの老人施設で、満89歳で死去した。マデイラ・スクールは「ジーンは受刑者の女性たちとその子供たちに多大な貢献をした」と称え、その死を悼んだ。

## 影響
ジーン・ハリスの公判は、被告であるジーンが品位ある名門校の校長、被害者であるターノワーがベストセラーの著者と、共に高学歴かつ裕福である著名人とあって、開始当初からマスコミの注目の的となった。14週間におよぶ公判の間、新聞では1面で報じられ、世界中の新聞記者とテレビカメラが法廷に殺到してジーンを捉えた。
ターノワーに多くの愛人がいたことが明らかになると「女性の嫉妬による情痴沙汰」「上流階級に起きた血なまぐさい事件」として、さらにマスコミの格好の餌食となった。公判が進むにつれて報道は熱を増し、ジーンのことは「有名医師が若い女に乗り換え、老女が見捨てられた」と報じられ、報道でのジーンの扱いは恋愛ドラマの主人公さながらであった。ニューヨーク・タイムズ紙では「これまでで最もセンセーショナルな裁判の一つ」と報じられた。
ジーンは本職の立場上、人目に晒されることや多くの人々の前での発言に慣れていたため、有罪判決を受けるまで、気高く冷静な女性として振る舞っていた。自分が不当な扱いをうけていることや、事件そのものや弁護士のあり方などをマスコミ相手に直接語り続けるジーンの姿は、マスコミからはスターのように祭り上げられていた。まじめな女性が悪い男を愛したことによる悲劇として、ジーンは世間の同情を集め、真摯な態度での受け答えも、世間の支持を得た。しかし時には、テレビや新聞で「ダイエット医師常習者」「名門の虐殺者」などと報じられることもあり、アメリカの男性誌『ハスラー』には、シャロン・テート殺害の犯人とジーンが並んでいる漫画が掲載されていた。
ターノワーの著書『Scarsdale diet』は、この事件の影響により再び注目を集め、ベストセラー・チャートを急上昇した。しかしこの書籍によるダイエット法は、内臓疾患の患者のために脂肪や塩分などを控えさせるという医学的なアドバイスをもとにしたに過ぎなかったため、十数年後には跡形もなく姿を消す結果となった。
この事件は著名な作家たちにも注目され、犯罪学者のシャナ・アレクサンダーや文芸評論家のダイアナ・トリリングらが、ジーンをテーマとした著作を出版した。2005年には、この事件をもとにしたテレビ映画『Mrs. Harris』（日本語題『ミセス・ハリスの犯罪』）が公開され、女優のアネット・ベニングがジーン・ハリス役を演じた。